# Lee Huan

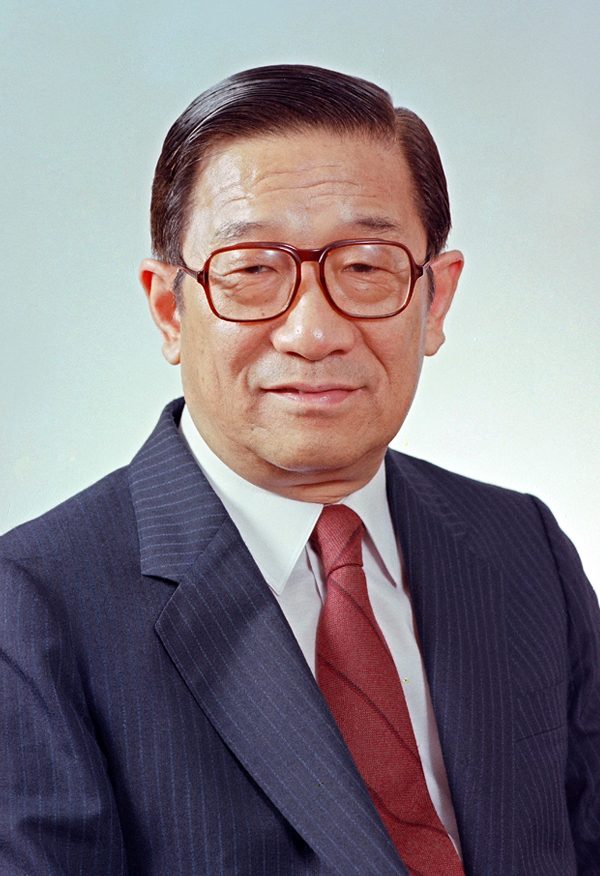
Lee Huan

Lee Huan (chinesisch 李煥, Pinyin Lǐ Huàn; * 8. Februar 1917 in Hankow, Hubei; † 2. Dezember 2010 in Taipeh) war ein taiwanesischer Politiker der Kuomintang, der unter anderem zwischen 1989 und 1990 Premierminister der Republik China war.

## Leben
Lee Huan wurde Anfang der 1950er Jahre ein enger Mitarbeiter von Chiang Ching-kuo, Sohn des Staatsgründers Chiang Kai-shek, und war später zuständig für das Jugendkorps der Kuomintang (KMT), ehe er Leiter der Organisations- und Ausbildungsabteilung der Partei wurde. Als solcher war er zuständig für die Ausbildung späterer Funktionäre in Partei und Regierung. In den 1970er Jahren war er maßgeblich für die Einführung eines Reformprogramms zur sogenannten „Taiwanisierung“, das Talente und Ressourcen von in Taiwan geborenen Einwohnern betonte und letztlich zur Ernennung von zahlreichen in Taiwan geborenen Personen in wichtigen Positionen führte, während die bisherige Parteielite ganz überwiegend vom chinesischen Festland stammte. Diese Reformen führten andererseits zu einer wachsenden konservativen Opposition, insbesondere nach den gewaltsamen Zwischenfällen in Zhongli 1977, als es zu Massenprotesten aufgrund mutmaßlicher Wahlfälschungen gekommen war. Diese politischen Unruhen führten 1977 zum Rücktritt Lees als Generaldirektor der Organisationsabteilung der KMT. 1978 gründete er die Sun-Yat-sen-Nationaluniversität (NSYSU) in Kaohsiung, die 1980 ihren Betrieb aufnahm und sich zu einer der führenden Bildungsinstitutionen entwickelte.
Am 1. Juni 1984 wurde Lee Huan aufgrund seiner Kenntnisse im Unterrichtswesen zum Nachfolger von Chu Hui-sen als Bildungsminister in die Regierung von Premierminister Yu Kuo-hwa berufen. Aufgrund seiner Bildungsprogramme und seinem Respekt gegenüber Intellektuellen und Pädagogen fand er öffentliche Anerkennung. Das Amt des Bildungsministers hatte er bis zum 4. Juli 1987 inne und wurde daraufhin von Mao Gao-wen abgelöst, der bis dahin Präsident der Tsing-Hua-Nationaluniversität war. Er selbst wurde Nachfolger von Ma Shu-li als Generalsekretär der Kuomintang und damit einer der einflussreichsten Politiker der Republik China. In dieser Funktion war er engster Mitarbeiter und „rechte Hand“ von Chiang Ching-kuo, der nunmehr Präsident der Republik China sowie Vorsitzender der KMT war. Als Generalsekretär leitete er innerhalb der Kuomintang demokratische Reformen ein und erhielt insbesondere Unterstützung der Basis für seinen pragmatischen und rationalen Umgang mit den Problemen Taiwans, die insbesondere die Herausforderungen mit der politischen Opposition in Taiwan und dem Regime der Kommunistischen Partei Chinas in Festlandchina beinhalteten. 1989 wurde James Soong neuer KMT-Generalsekretär.
Lee Huan selbst löste am 21. Mai 1989 Yu Kuo-hwa als Premierminister (Präsident des Exekutiv-Yuan) ab. Dieses Amt hatte er bis zum 1. Juni 1990 inne, woraufhin der bisherige Minister für Landesverteidigung Hau Pei-tsun seine Nachfolge antrat.
Aus seiner Ehe mit Pan Hsing-ning gingen vier Kinder hervor, darunter Lee Ching-hua, der von 1993 bis 2016 Mitglied des Parlaments (Legislativ-Yuan) war, sowie Diane Lee, die zwischen 1993 und 2001 sowie erneut von 2008 bis 2009 ebenfalls dem Legislativ-Yuan angehörte.

## Weblink
- Eintrag in rulers.org